# Кубок виклику Азії (жінки) 2014
Кубок виклику Азії (жінки) 2014 (англ. 2014 IIHF Women's Challenge Cup of Asia) — спортивне змагання з хокею із шайбою (Кубок виклику Азії серед жінок), проводиться під егідою Міжнародної федерації хокею із шайбою (ІІХФ). Турнір відбувався з 9 по 13 березня 2014 року у Харбіні (Китай).

## Формат
Формат змагань був наступним, на попередньому етапі збірні зіграли одноколовий турнір, на другому етапі у плей-оф команди, що посіли перше та друге місця грали у фінальному матчі, третє та четверте місця виборювали бронзові нагороди турніру.

## Таблиця та результати
| М | Збірна         | М | В | ВО | ПО | П | Ш      | О | КНР | Північна Корея | Південна Корея | Австралія |
| - | -------------- | - | - | -- | -- | - | ------ | - | --- | -------------- | -------------- | --------- |
| 1 | Китай          | 3 | 3 | 0  | 0  | 0 | 13 : 1 | 9 |     | 3-1            | 5-0            | 5-0       |
| 2 | Північна Корея | 3 | 2 | 0  | 0  | 1 | 12 : 4 | 6 | 1-3 |                | 7-1            | 4-0       |
| 3 | Південна Корея | 3 | 1 | 0  | 0  | 2 | 5 : 13 | 3 | 0-5 | 1-7            |                | 4-1       |
| 4 | Австралія      | 3 | 0 | 0  | 0  | 3 | 1 : 13 | 0 | 0-5 | 0-4            | 1-4            |           |

М — підсумкове місце, І — матчі, В — перемоги, ВО — перемога по булітах або у овертаймі, ПО — поразка по булітах або у овертаймі, П — поразки, Ш — закинуті та пропущені шайби, О — очки

## Матч за 3 місце
| 13 березня 2014 15:00 | Південна Корея | 2 : 1 ОТ (0-0, 0-1, 1-0, 1-0) | Австралія |  |

|  |  |  |  |  |
|  |  |  |  |  |
|  |  |  |  |  |
|  |  |  |  |  |

## Фінал
| 13 березня 2014 18:00 | Китай | 2 : 1 (0–0, 0–0, 2–1) | Північна Корея |  |

|  |  |  |  |  |
|  |  |  |  |  |
|  |  |  |  |  |
|  |  |  |  |  |